# Duke Nukem 3D
Duke Nukem 3D é um jogo eletrônico de tiro em primeira pessoa desenvolvido pela 3D Realms e publicado pela GT Interactive em maio de 1996. É o terceiro título da série Duke Nukem, e uma sequência dos jogos anteriores, Duke Nukem e Duke Nukem II.
Apesar disso, o jogo possui enredo e jogabilidade totalmente diferente de seus antecessores. Os jogadores assumem o papel de Duke Nukem, um homem durão, sarcástico e mulherengo, dublado por Jon St. John, que luta contra uma invasão alienígena na Terra. O jogo foi desenvolvido utilizando o motor de jogo Build, inovando os jogos de tiro em primeira pessoa da época. Ganhou notoriedade pelos detalhados cenários ambientados em cidades famosas de Los Angeles, proporcionando ao jogador a sensação de distopia, com as cidades dominadas e destruídas pelos alienígenas. Isso era incomum na maioria dos jogos de tiro em primeira pessoa da época, que raramente se passavam em cidades ou metrópoles, muito menos dentro do próprio planeta Terra. É considerado um dos jogos responsáveis pela popularização do gênero tiro em primeira pessoa.

## Jogabilidade
Como um jogo de tiro em primeira pessoa cuja jogabilidade é semelhante a Doom, a jogabilidade de Duke Nukem 3D envolve mover-se por níveis apresentados do ponto de vista do protagonista, atirando em inimigos no caminho. Os ambientes em Duke Nukem 3D são altamente destrutíveis e interativos; a maioria dos adereços pode ser destruída pelo jogador. O jogo também consiste em o jogador se mover pelos níveis, eliminando inimigos e resolvendo pequenos puzzles até que o se ache uma saída para outro nível.
O jogador possui algumas habilidades especiais, tais não existiam nos jogos da época. Era possível se abaixar ou pular, nadar e voar, além de poder mirar verticalmente nos inimigos/objetos no cenário utilizando mouse ou teclado. Também é utilizado um sistema de inventário semelhante ao de Hexen e Heretic, onde alguns itens poderiam ser armazenados para serem usados apenas quando fora necessário.

## Multijogador
Atualmente é possível utilizar uma conexão TCP/IP para jogar online. Muitos fãs utilizam o YANG, que é um serviço semelhante à DoomSeeker/Garena.
Na época do lançamento, redes TCP/IP não eram suportadas. Apenas era possível jogar via IPX LAN, Linha discada ou Serial Cable, utilizando o serviço TEN(Total Entertainment Network). O serviço TEN foi desativado em outubro de 1999.

## Portabilidade
Duke Nukem 3D foi desenvolvido inicialmente para a plataforma MS-DOS. Ao longo dos anos, várias source ports foram desenvolvidas para que fosse possível jogá-lo nas plataformas mais atuais.
A source port mais utilizada atualmente é a Eduke32.

## História
Logo após os acontecimentos de Duke Nukem 2, no século XXI, Duke está em sua nave espacial voltando para Terra, para tirar férias.
Assim que ele se aproxima de Los Angeles, a sua nave é atingida e derrubada por hostis desconhecidos.
Ao enviar um sinal de socorro de sua nave, Duke descobre que Los Angeles foi atacada por Aliens, e que o departamento de polícia (LAPD) foi totalmente transformado em mutantes.
Com os seus planos arruinados de uma vez, Duke pressiona o botão "ejetar" e embarca na tentativa de parar a invasão e salvar a terra.

### Episódio 1 - L.A. Meltdown.
Após Duke ser atingido e ejetar-se de sua nave, acaba aterrissando no topo de um prédio em Hollywood. Então se inicia a aventura pelas ruas de Los Angeles.
Seu objetivo é chegar até a nave alienígena responsável pela invasão, que havia pousado próximo à Falha de Santo André. Chegando lá, Duke elimina o comandante da nave e acaba descobrindo que os aliens estavam capturando as mulheres do planeta terra para se reproduzirem. Revoltado com a descoberta, ele detona a nave e escapa do local.

### Episódio 2 - Lunar Apocalypse.
Com a descoberta sobre os planos dos aliens, Duke embarca em sua nave para o espaço, buscando dar um fim nessa terrível situação.
Chegando às estações espaciais, Duke se depara com várias incubadoras repletas de mulheres.
Estação por estação, ele vai progredindo até chegar à nave-mãe dos alienígenas, localizada na Lua, onde elimina Overlord, um alienígena muito poderoso.
Após eliminá-lo, Duke verifica os computadores da nave e descobre que os aliens usaram as mulheres apenas para distraí-lo. Enquanto ele estava no espaço, os aliens já haviam iniciado um ataque mortal na terra.

### Episódio 3 - Shrapnel City.
Duke retorna para Los Angeles novamente, porém dessa vez ele irá enfrentar uma horda de aliens muito mais poderosa.
Seu objetivo é encontrar o líder desta invasão, um alienígena gigantesco chamado imperador Cicloyd.
Duke luta contra o imperador em um campo de futebol americano e vence, acabando assim com a invasão na terra.
Feito isso, Duke declara que precisa descansar um pouco, e que inclusive irá pegar umas férias, deixando bem claro que em breve estará pronto para "mais ação".

### Episódio 4 - The Birth (Atomic Edition).
Quando Duke estava pronto para entrar de férias, descobre-se que os aliens estavam tramando novamente. Agora, usaram uma mulher para criar uma "Rainha Alien".
Mais uma vez, nosso herói retorna à Los Angeles, para finalmente por um fim nos planos dos alienígenas.

## Armas
Na versão Atomic Edition, o jogador possuí no total um arsenal de 11 armas. As demais versões possuem apenas 10.
Sendo elas:
1. Bota: Para combate corpo a corpo, o jogador chuta os inimigos e outros objetos no jogo. É possível usá-la como backup, empunhando outra arma nas mãos simultaneamente.
2. Pistola: Uma pistola semiautomática, possuindo um pente com capacidade para 12 balas cada.
3. Escopeta: Semelhante à uma Mossberg, porém personalizada, é uma arma muito forte para combate fechado .
4. Ripper: Uma metralhadora Nordenfelt com uma alta capacidade de fogo, semelhante à  TKB-059.
5. RPG: Lança-rojão com grande área de explosão, utilizado para explodir grandes quantidades de inimigos, também utilizada para destruir partes do cenário. Se disparada perto demais de um inimigo, fere o usuário.
6. Pipe-bombs: São granadas de mão em forma de cano, que são detonadas pelo jogador.
7. Shrinker: Uma arma que é capaz de encolher as coisas ao seu redor. Após usá-la é só pisar em seus inimigos.
8. Microwave Expander: É uma arma semelhante ao Shrinker, porém com o efeito contrário. Faz os inimigos crescerem até explodir. Esta arma está presente apenas na versão Atomic Edition/Plutonium Pak.
9. Laser Tripbomb: São pequenas bombas que podem ser colocadas nas paredes para emboscar inimigos. Quando qualquer objeto passa por seu laser, ela é ativada.
10. Devastator: É a arma mais mortífera do jogo. Se trata de um Lança-foguetes automático, que dispara pequenos projéteis de RPG, dando o dano equivalente aos seus inimigos.
11. Freeze-thrower: Uma arma que é capaz de congelar seu inimigos. Seus projéteis resvalam as paredes.

## Conversões
Duke Nukem 3D foi portado para diversas outras plataformas. Todas apresentam conteúdo exclusivo.
- A versão para o console portátil Game.com foi lançada em 1997 apenas nos Estados Unidos. Diferente de todas as outras versões para console, Duke Nukem não pode rotacionar; ele se move apenas para frente e para trás e pode desviar para esquerda e direita. Possui 3 episódios e um total de 12 fases, todas modificadas para melhor conforto e facilidade devido à impossibilidade de rotação.

- A versão para Sega Saturn foi portada pela Lobotomy Software e publicada pela Sega.Essa versão usa o Sega NetLink para partidas on-line e adiciona um suporte especial para o analógico do Sega Saturn. Também inclui um multiplayer escondido chamado de Death Tank Zwei e uma fase exclusiva bônus com o nome de "Urea 51".

Duke Nukem: Total Meltdown (com o nome simplificado para Duke Nukem na Europa) é a versão do jogo para Playstation, que contém todos os três episódios originais além de um novo, intitulado Plug 'n' Pray, que inclui 6 novos fases e um secreta, sendo essa última também inclusa na versão para PC. Muitas das músicas foram remixadas e outras são originais/exclusivas dessa versão.
Duke Nukem 64 é a versão portada para o Nintendo 64, tendo uma nova característica: o multiplayer simultâneo para 4 jogadores. Devido à pequena quantidade de espaço que o cartucho do Nintendo 64 suportava, a música foi removida e muitas características foram censuradas nessa versão. Outras novidades incluem um chefe final totalmente em 3D e novas armas. O "Alien Beast", visto no Plutonium Pak, aparece ocasionalmente nas fases.
- A versão para Mega Drive foi lançada em 1998 pela empresa brasileira Tectoy. O visual foi drasticamente modificado devido ao hardware do console, fazendo-nos lembrar dos antigos jogos do gênero FPS, como Wolfenstein 3D. As fases foram totalmente baseadas no episódio Lunar Apocalypse. Esta versão foi lançada apenas na América do Sul.

- A versão para Xbox 360 foi lançada em 24 de Setembro de 2008. Foram adicionadas várias características como a possibilidade de voltar até onde o jogador morreu, salvar vídeos do gameplay, um modo cooperative para partidas multiplayer e o "DukeMatch", tambem para partidas on-line. A música recebeu uma qualidade melhorada devido a modernas ferramentas de MIDI.

- Na versão para iPhone e iPod Touch, temos os três principais episódios e um som principal agora em FX, mas não há música de fundo durante o gameplay. Não há também multiplayer e os quadros-por-segundo caem drasticamente quando se está em um combate com muitos inimigos.

- A versão para o Nokia N900 foi lançada em 29 de dezembro de 2009. Duke Nukem é controlado usando o teclado Qwerty ou até mesmo a tela touch screen.

## Recepção
Duke Nukem 3D foi muito bem recebido, vendendo aproximadamente 3,5 milhões de cópias por todo mundo.
Os críticos observaram muito o conteúdo sexual do jogo. A recepção deste elemento variou muito:
Tim Soete da GameSpot sentiu que o game era "moralmente questionável". enquanto o revisor da Game Revolution observou que foi o game foi feito de uma maneira "tongue-in-cheek", e ele não se sentiu pessoalmente ofendido.
Em 1996, a Next Generation classificou-o como o jogo top 35 de todos os tempos, chamado "por muitos", o jogo que Quake deveria ter sido.
Foi nomeado 37º entre os melhores jogos de todos os tempos por Computer Gaming World, em 1996, e votado para 13º melhor game de todos os tempos pelos leitores da revista PC Gamer.
Os editores da PC Game classificaram-no como o 12º maior game de todos os tempos, em 2001, citando o humor do jogo e a as referências à cultura pop, e como 15º melhor jogo de todos os tempos em 2005.
GamePro incluiu entre os jogos de vídeo game mais importantes de todos os tempos.
Em 2009, a IGN classificou-o como o 9º colocado em Top 10 Xbox Live Arcade game, afirmando que era tão divertido quanto era em sua versão inicial, e elogiou a capacidade de retroceder a qualquer ponto onde o jogador morreu.
Em alguns países foi banido pelo seu conteúdo "ofensivo".